# Enrico Leone (opéra)
 (juillet 2025).
Si vous disposez d'ouvrages ou d'articles de référence ou si vous connaissez des sites web de qualité traitant du thème abordé ici, merci de compléter l'article en donnant les références utiles à sa vérifiabilité et en les liant à la section « Notes et références ».
Versions successives
Personnages
- Enrico Leone (Henri le Lion), duc de Saxe et de Bavière (alto, castrat)
- Metilda (Mathilde), fille de Henri II d'Angleterre, épouse d'Enrico (soprano)
- Idalba, fille de Frédéric Barberousse, habillée en servante, amante d'Almaro (soprano)
- Almaro, duc de Bourgogne, amoureux de Metilde puis d'Idalba (ténor)
- Ircano, confident d'Idalba (basse)
- Errea, nourrice de Metilde, sorcière (alto)
- Eurillo, page d'Almaro (alto, castrat)
- Lindo, majordome de Henri (soprano, castrat)
- Le Démon (basse)

Enrico Leone ou Henrico Leone est un opéra d'Agostino Steffani basé sur un livret d'Ortensio Mauro.

## Argument
En revenant de la Terre Sainte, où Henri le Lion avait pris part à la croisade, son navire est en détresse. Proche du naufrage, Henri est protégé par l'équipage et attrapé par un griffon comme une proie sur le pont du navire et amené à terre, où Henri est menacé d'être la viande des petits du griffon.
Pendant ce temps, chez elle, au palais de Lunebourg, Mathilde, la femme de Henri, attend le retour de son mari. Almaro, duc de Bourgogne, qui est en réalité fiancé à Idalba, la fille de l'empereur Frédéric Barberousse, tente de s'approcher de la duchesse, mais est rejetée. Almaro s'associe ensuite à Errea, qui n'est pas seulement la nourrice de Metilde, mais aussi une sorcière pour atteindre son objectif. Errea tente de convaincre la duchesse de la mort de Henri.
Henri parvient à se libérer. Il regarde le combat d'un lion avec un lindworm. Lorsque le lion faillit d'être tué, Henri tue le lindworm et sauve ainsi le félidé qui, par gratitude, reste à ses côtés.
À Lunebourg, la sorcière tourne son intrigue : avec une bande de démons, elle suggère à la duchesse que le dernier souhait de son mari est le mariage de Metilde avec Almaro.
Henri retourne finalement à Lunebourg sur un nuage, accompagné du lion. Cependant, il s'endort avant tout de fatigue et ne remarque pas que les démons veulent l'enlever et tuer le lion qui défend son maître. Lorsque Henri se réveille, il sauve une seconde fois le félidé.
Almaro a réussi à convaincre Metilde de l’épouser. Les préparatifs du mariage sont en cours lorsque Henri apparaît déguisé au tribunal. Lorsque sa femme trouve son alliance dans sa coupe de vin, il se montre à elle. Metilde est ravie. Almaro demande pardon, Henri lui pardonne, car il a besoin des troupes du duc bourguignon pour le siège de la ville de Bardowick. Lors des combats pour la ville, Idalba, la fiancée d'Almaro, sauve sa vie. Après une bataille victorieuse, Henri annonce le mariage des deux. Barberousse promet de servir de médiateur entre son père et Henri.

## Orchestration

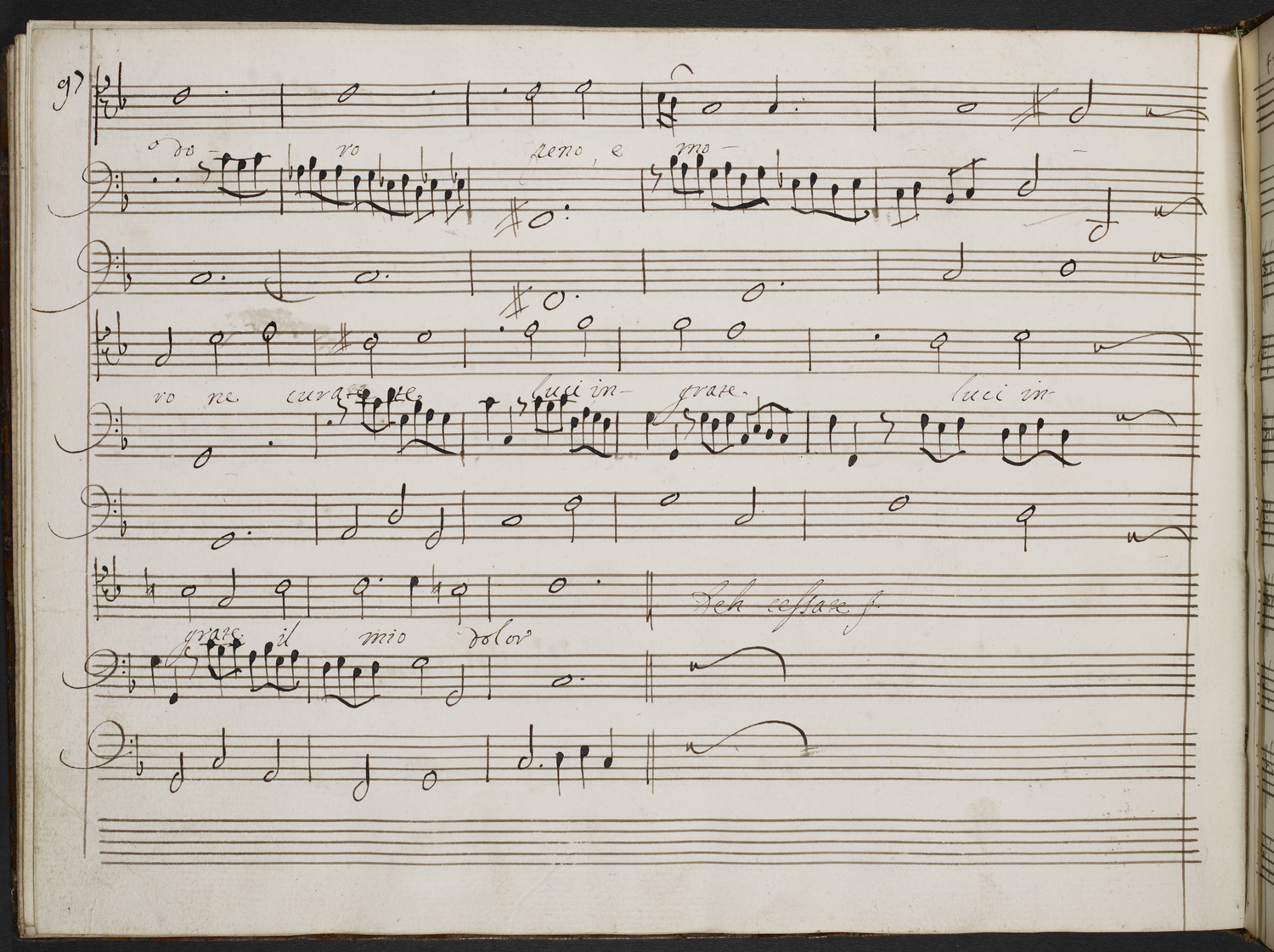
Agostino Steffani: une page du manuscrit original de l'opéra Enrico Leone. Conservé à la British Library, collections digitales, références catalogue: R.M.23.h.7 [f. 50v].

| Instrumentation de Enrico Leone      |
| Bois                                 |
| 2 flûtes à bec, 2 hautbois, 1 basson |
| Cuivres                              |
| 3 trompettes                         |
| Percussions                          |
| Timbales                             |
| Instrument à cordes frottées         |

## Histoire
Agostino Steffani est à la cour de Hanovre depuis juin 1688. Le duc Ernest-Auguste de Hanovre lui commande un opéra pour l'ouverture du Schlossopernhaus. Le livret est écrit par Ortensio Mauro, poète de la cour et secrétaire de Sophie de Hanovre, épouse du duc Ernest-Auguste, entre 1684 et 1704. La première a lieu le 30 janvier 1689 en italien.
Le choix du thème de Henri le Lion n'est pas une coïncidence, mais une expression de la revendication de pouvoir politique du duc Ernest-Auguste. L'opéra a pour but de préciser que les Welf ont déterminé et façonné l'histoire de l'Empire bien avant les maisons de Brandebourg, de Saxe ou Habsbourg. Le fait que la première à Hanovre ait eu lieu presque exactement à l’occasion du 500e anniversaire de la conquête et de la destruction de Bardowick par Henri le Lion est également bien planifié.
De même que le thème politique de Henri le Lion doit être compris comme une démonstration du pouvoir de la maison hanovrienne, le choix de Lunebourg comme lieu d’action est également important. Sachant que Brunswick est la résidence historique de Henri le Lion, Mauro déplace le terrain à Lunebourg pour tenir compte des revendications de représentation du duc de Hanovre. Plus tard, dans la version allemande, Brunswick est le lieu de l'action.

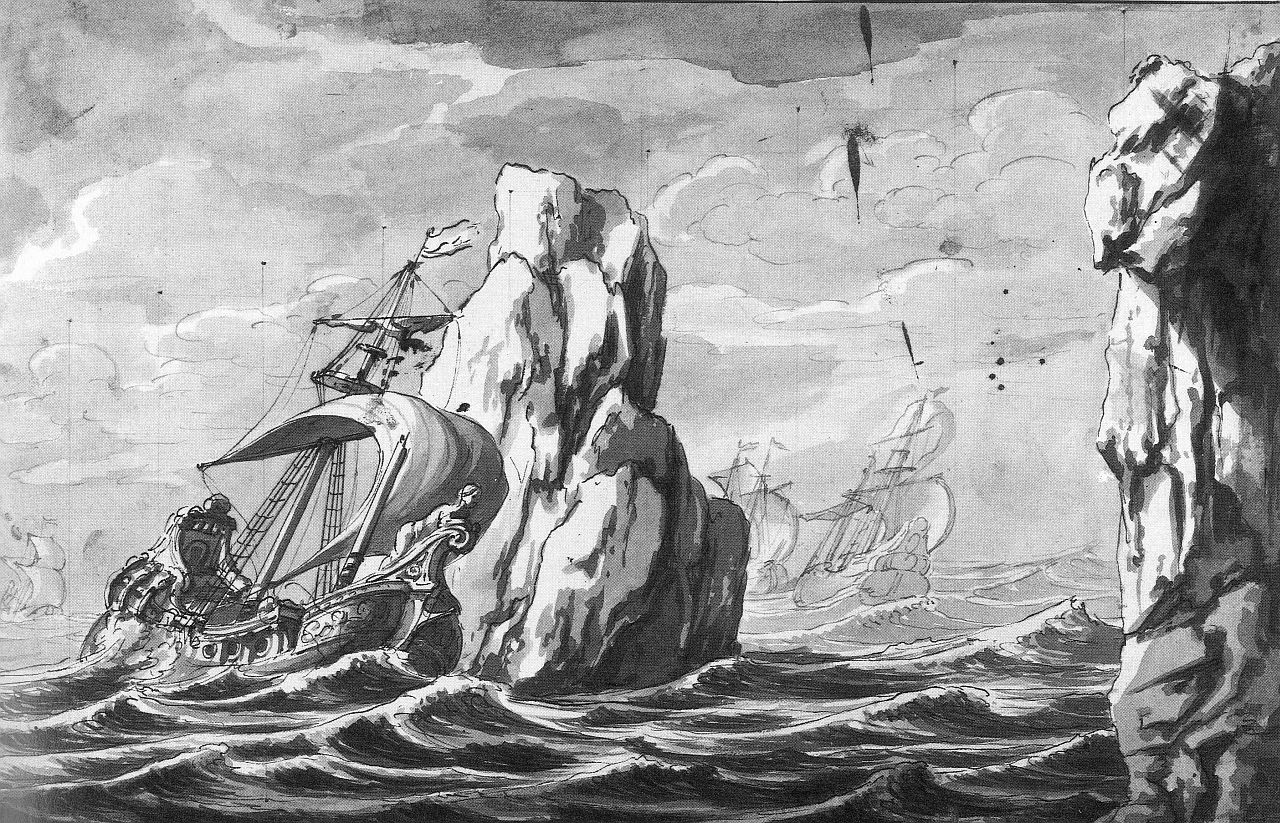
Esquisse de décor par Harms

Après la première, l'œuvre est donnée en 1696, cette fois en une traduction allemande, à l'Oper am Gänsemarkt à Hambourg. Pour la scénographie, qui est clairement orientée vers les paysages marins hollandais, Johann Oswald Harms, qui travaille ensuite à l'Opernhaus am Hagenmarkt à Brunswick, est responsable. En 1697, 1699 et 1716, l'opéra est également joué à Brunswick, après une adaptation de Georg Caspar Schürmann, à l'Opernhaus am Hagenmarkt. La traduction est de Gottlieb Fiedler. Dans le spectacle de Brunswick, cependant, le lieu d’action de Lunebourg est réorganisé dans le sens historique, à savoir Brunswick. De plus, Schürmann avait ajouté certains de ses propres duos et arias. Cette version est donnée de nouveau à l'été 1729.